# Tomisław Tajner
Tomisław Tajner (* 14. Mai 1983 in Cieszyn) ist ein ehemaliger polnischer Skispringer.

## Werdegang
Tajner ist der Sohn des ehemaligen polnischen Nationaltrainers Apoloniusz Tajner. Seine größten sportlichen Erfolge erreichte er als Mitglied der polnischen Skisprungnationalmannschaft, mit der er bei den Olympischen Winterspielen 2002 in Salt Lake City sechster im Mannschaftsspringen wurde. 2003 bestätigte das Team diese Leistung mit dem siebten Platz bei der Nordischen Skiweltmeisterschaft im Val di Fiemme.
Seine beste Weltcupplatzierung erreichte er in der Saison 2001/2002 in Titisee-Neustadt und 2002/2003 in Engelberg. Er belegte zweimal den 24. Platz.
Sein persönlicher Weitenrekord liegt bei 195 Metern, den er 2002 in Harrachov sprang.
Im Jahr 2010 beendete Tajner seine Karriere.
Tajner lebt derzeit in Wisła.

## Statistik

### Weltcup-Platzierungen
| Saison  | Platz | Punkte |
| ------- | ----- | ------ |
| 2001/02 | 73.   | 007    |
| 2002/03 | 66.   | 015    |

### Continental-Cup-Platzierungen
| Saison  | Platz | Punkte |
| ------- | ----- | ------ |
| 2000/01 | 127.  | 055    |
| 2001/02 | 204.  | 018    |
| 2002/03 | 137.  | 025    |
| 2003/04 | 065.  | 072    |
| 2004/05 | 073.  | 055    |
| 2005/06 | 100.  | 021    |
| 2006/07 | 063.  | 079    |
| 2007/08 | 119.  | 013    |